# Деревцов, Сергей Иванович
Сергей Иванович Деревцов (октябрь 1897 — 25 марта 1938) советский военачальник, один из организаторов бронесил Красной Армии, комдив (1935).

## Молодость и служба в царском флоте
Родился в октябре 1897 в деревне Пустораменка Бежецкого уезда Тверской губернии в семье русского крестьянина. Окончил церковно-приходскую школу. Работал качестве подмастерья у сапожника. Позже уехал в Петербург, где первоначально работал чернорабочим на стройке. Затем устроился грузчиком на Балтийский вокзал.
В мае 1916 призван на Балтийский флот матросом 2-й статьи. Службу проходил в Гвардейском экипаже.

## Революция и Гражданская война
После Февральской революции выдвинут от матросов Гвардейского экипажа на должность начальника революционной охраны одного из важных районов Петрограда — Невский-Лиговка-Николаевский вокзал. Для обеспечения охраны вверенного ему участка организовал три отряда милиции.
В марте 1917 направлен в учебно-минный отряд в Кронштадт, где был избран председателем ротного и членом отрядного комитетов. В апреле 1917 вступил в РСДРП(б).

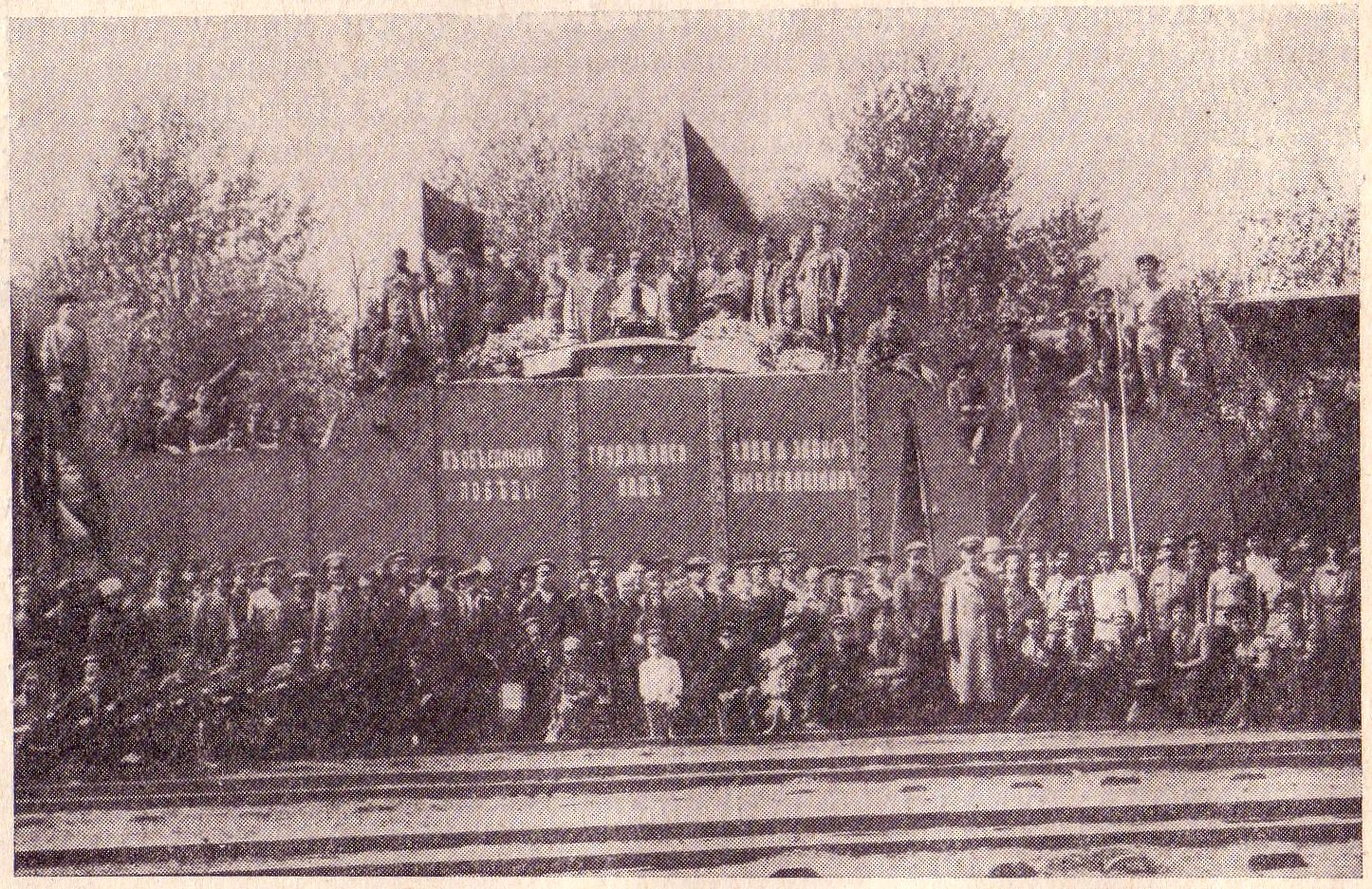
Бронепоезд имени Ленина в Донбассе. 1919

Активный участник Октябрьского восстания в Петрограде — работал в составе революционного штаба Кронштадтского сводного отряда, ставшего одной из решающих сил в ходе переворота. Принимал непосредственное участие в штурме Зимнего дворца в качестве рядового бойца. После захвата власти в городе работал комиссаром транспорта при Петроградском военно-революционном комитете.
Состоял в отряде Красной гвардии при Тверском губисполкоме. В РККА с марта 1918. Участник Гражданской войны. В должности Лихославльского уездного военкома занимался организацией Камской военной флотилии; с марта по октябрь 1918 являлся комиссаром этой флотилии.
Затем Деревцов на всю оставшуюся жизнь связал свою судьбу с броневыми силами — в октябре 1918 года он назначен командиром и комиссаром построенного на Мотовилихинском пушечном заводе «1-го Морского бронепоезда», переименованного впоследствии в бронепоезд № 36, на котором он провоевал всю Гражданскую войну вплоть до сентября 1922 года. По инициативе Деревцова бронепоезду было присвоено имя В. И. Ленина. Несколько раз исполнял обязанности командира и комиссара ряда бронеотрядов: с мая 1920 года — Жлобинской броневой группы 7-й армии на Северном фронте; в июле 1920 на Кавказском фронте — Владикавказской броневой группы 10-й армии; с мая 1922 — Навтлугской броневой группы Отдельной Кавказской армии. На фронтах был трижды ранен, получил контузию.

## Послевоенный период
С 1922 года — слушатель основного факультета Военной академии РККА. После его окончания с 15 августа по 11 декабря 1926 года проходил стажировку помощником командира 3-го отдельного танкового полка. С октября того же года — помощник начальника 4-го отдела штаба МВО. Через год в октябре 1927 года назначен помощником начальника 1-го отдела Учебно-строевого управления Главного управления РККА. С 1927 — помощник инспектора, затем инспектор бронетанковых войск РККА. В 1932 года некоторое время состоял в распоряжении Управления про комначсоставу РККА, а в феврале 1933 года назначен старшим инспектором инспекции Управления механизации и моторизации РККА.
С августа 1933 года — начальник АБТВ ОКДВА. Служивший в те годы в ОКДВА командиром 31-го танкового батальона Я. Е. Гладких вспоминал конфликт с Деревцовым, случившийся при следующих обстоятельствах. В марте 1934 года, воспользовавшись возможностью обратиться к наркому обороны, Гладких написал на имя К. Е. Ворошилова рапорт, в котором сообщил, что личный состав батальона хороший и морально устойчивый, однако боевая техника в плохом состоянии — из 82 танков батальона 32 неисправны, и в связи с чем просил «немедленной помощи по ремонту боевой техники». После этого в апреле того же года у Гладких произошёл такой разговор с Деревцовым:

- Как Вы смели писать наркому о неисправности танков! Вот я с комиссией проверю и под суд отдам Вас! — Долго кричал т. Деревцов. Я набрался сил и молчал. Хотя голос у меня в два раза сильнее, чем у Деревцова. А когда он накричался, я употребив всю силу самообладания тихонько доложил: — Буду несказанно рад если Вы с комиссией проверите всю технику вверенного мне 31-го танкового батальона. Разрешите ехать и подготовить танки к комиссионному осмотру? — Езжайте. — Я уехал, но сразу почувствовал, что т. Деревцов не приедет и осматривать не будет. На второй день я узнал, что тов. Деревцов отбыл в Хабаровск.
26 ноября 1935 года Деревцову было присвоено звание комдива.

## Арест и смерть
Арестован НКВД 15 мая 1937. 1 июня 1937 года партактив ОКДВА обсудил факт ареста Деревцова: присутствовавшие охарактеризовали его как преданного члена партии, не имевшего партвзысканий и не состоявшего никогда ни в каких антипартийных группировках, активного участника Гражданской войны, орденоносца, отметив некоторые недостатки в исполнении служебных обязанностей. При этом было принято решение исключить Деревцова из партии в связи с арестом. Обвинялся том, что с 1934 года являлся участником антисоветского военно-фашистского заговора, а также занимался шпионажем в пользу Японии. В ходе следствия подвергался жестоким избиениям, что подтверждается показаниями следователей, ведших его дело. В ходе следствия признал инкриминируемые ему преступления.
Бывший начальник УНКВД Нижне-Амурской области ст. лейтенант ГБ Я. Л. Фельдман в собственноручных показаниях от 10 сентября 1939 года указал, что ему пришлось допрашивать арестованного комдива Деревцова, который отказался от ранее данных им показаний, а на вопрос о причинах отказа заявил: «Меня обманул Арнольдов, он сказал, что я не арестован, а мобилизован по заданию ЦК ВКП(б) для помощи органам НКВД для вскрытия в ОКДВА военно-троцкистского заговора. Теперь же я узнал, что это обман, мою жену выселили из квартиры, арестовали, вещи конфисковали…»
Имя Деревцова содержится в «Сталинском списке» от 3 октября 1937 года, как предназначенного к осуждению по 1-й категории (расстрел); за применение данной меры проголосовали Сталин, Молотов и Каганович. 25 марта 1938 года Деревцов предстал перед выездной сессией Военной коллегии Верховного Суда СССР. Несмотря на то, что перед судом его избили, чтобы обвиняемый подтвердил данные им показания, Деревцов всё же от них отказался, но несмотря на это был осуждён на смерть. Приговор приведён в исполнение в тот же день в Хабаровске.
Определением ВКВС от 13 июля 1957 реабилитирован.

## Награды
- 2 Ордена Красного Знамени (26.06.1920, 9.07.1923[12][13])

## Память
В честь генерала названы:
- Улица в посёлке Рамешки.
- Улица в деревне Пустораменка.
- Улица Деревцова в Твери.

## Исторические источники
- Гладких Я. Е. Моя жизнь. Автобиографический очерк. — Мариуполь: ОАО «ММК им. Ильича», 2006. — 204 с.
- М. Н. Тухачевский и «Военно-фашистский заговор» // Военно-исторический архив  / Подготовил В. А. Лебедев. — М., 1998. — № 2. — С. 3—81.